# Лепиота вздутоспоровая
Лепио́та вздутоспо́ровая, или чешуйница вздутоспоровая (лат. Lepiota magnispora) — вид грибов, включённый в род Лепиота (Lepiota). Ядовит, может вызвать серьёзные отравления печени.

## Описание
Шляпка диаметром 3—6 см, сначала полушаровидная или выпуклая, затем уплощённая, с небольшим бугорком в центре, у молодых грибов красно-коричневая, с возрастом растрескивающаяся на чешуйки, между которыми показывается желтоватая мякоть.
Пластинки свободные от ножки, довольно часто расположенные, с ровным краем.
Ножка 3—8 см в высоту и 0,3—0,8 см в толщину, цилиндрической формы, в верхней части белая, ниже — желтоватая, у молодых грибов покрыта охристым хлопьевидным налётом.
Мякоть белая или беловатая. Запах и вкус незаметные.
Споровый отпечаток белый. Споры белые, веретеновидной формы, с гладкими стенками, декстриноидные 18—22×4—5,5 мкм.

## Экологические особенности
Лепиота вздутоспоровая встречается обычно одиночно на земле во влажных лесах. Сапротроф.

## Синонимы
- Lepiota clypeolaria f. umbrinosquamosa Hongo, 1970
- Lepiota clypeolaria var. campanetta Barla, 1886
- Lepiota clypeolaria var. pantherina Gillet, 1874
- Lepiota fusispora Kauffman, 1925
- Lepiota ventriosospora D.A.Reid, 1958
- Lepiota ventriosospora var. fulva Bon, 1974
- Lepiota ventriosospora var. umbrinorufescens Bon, 1993
- Lepiota ventriosospora var. umbrinosquamosa (Hongo) Bon, 1993